# La Roche-aux-Fées

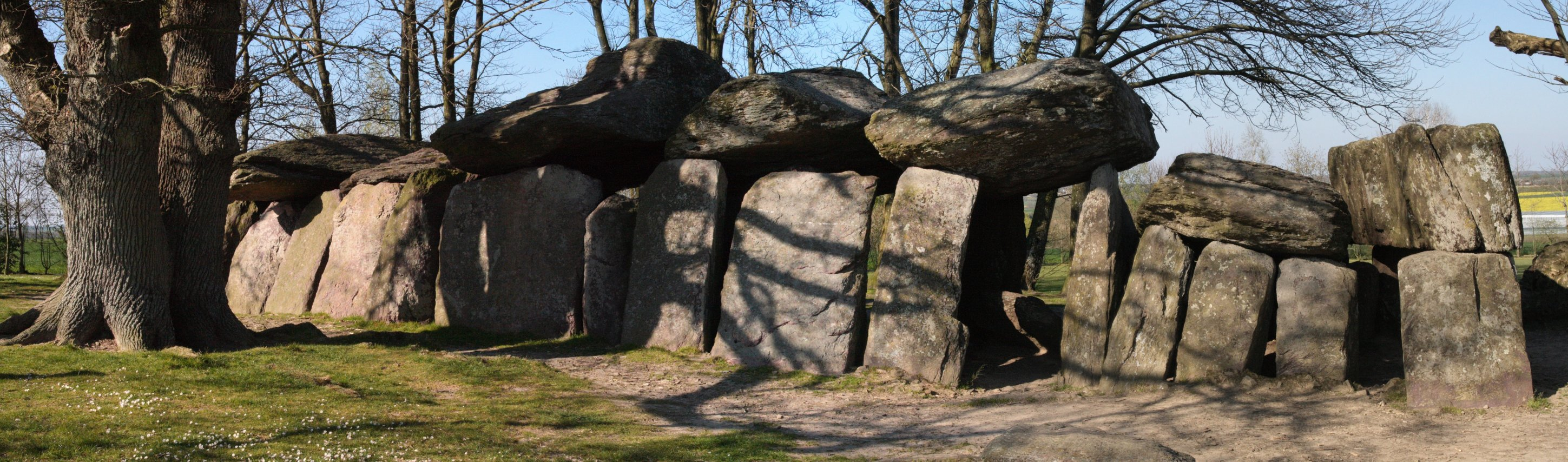
Längsansicht

La Roche-aux-Fées (deutsch „Fels der Feen“; auch La Maison des Feins) im Dorf Essé, zwischen Vitré und Châteaubriant in der Bretagne in Frankreich gelegen, ist eine Megalithanlage der Jungsteinzeit. Das Suffix „Fées“ oder „Feins“ tragen mehrere französische Dolmen oder Allées couvertes. Im Département Ille-et-Vilaine liegen z. B. La Maison des Feins (deutsch „Feenhaus“) oder der Four-ès-Feins (deutsch „Ofen der Feen“). Dolmen ist in Frankreich der Oberbegriff für neolithische Megalithanlagen aller Art (siehe: Französische Nomenklatur).

## Beschreibung
La Roche-aux-Fées ist ein typischer rechteckiger oberirdischer angevinischer Dolmen, wie er zahlreich im Département Maine-et-Loire errichtet wurde (Dolmen von Bagneux bei Saumur). Oft bestehen solche Megalithanlagen aus Kalksteinplatten. Sie können anhand der gefundenen Keramik auf 3500 bis 3000 v. Chr. datiert werden.
La Roche-aux-Fées ist seit 1840 ein Monument historique und gehört damit zu den ältesten geschützten Objekten.
La Roches-aux-Fées liegt auf einem Hügel in einem kleinen Wald mit Eichen und Kastanien. 26 Orthostaten tragen acht Decksteine von 20 bis 45 t Gewicht. Das Monument ist 19,5 m lang und von Nordnordwest nach Südsüdost ausgerichtet. Die Architektur umfasst drei Bereiche:
- Zunächst ein niedriges Portal, bestehend aus einem 5,5 m langen Block, der als Türsturz auf zwei Pfeilern von je einen Meter Höhe ruht.
- Es folgt ein etwa 1,4 m hoher, 3,5 m breiter und 2,7 m langer Vorraum mit je drei Seiten- und einer Deckenplatte. Durch den mittels zweier Platten verengten Zugang ist er mit
- der etwa 14,0 m langen und innen vier Meter breiten Kammer verbunden. Sie ist innen zwei Meter hoch. Drei große seitliche Platten unterteilen sie in vier Abteile. Die Endplatte ist 5,7 m lang, knapp 1,6 m hoch und 0,75 m dick. Das Bauwerk war von einem Tumulus, der bis zur halben Höhe der Pfeiler reichte, bedeckt. Seit römischer Zeit ist es freigelegt, wie man aus gefundenen eingefassten Ziegeln schließen kann.

Der gewaltige Dolmen ist aus großen Platten von rotem Kambriumschiefer auf einem Boden aus grünen Schieferplatten errichtet worden. Das nächste Purpurschiefervorkommen liegt im vier Kilometer entfernten Wald von Le Theil-de-Bretagne. Versuche wie der in der Nekropole von Bougon haben gezeigt, dass man mit 300 kräftigen Menschen, großen Holzrollen und Hebeln Steinplatten von 40 Tonnen bewegen kann. Feen spielen eine Rolle in den Legenden um den Transport der Steine. Sie expedierten diese Blöcke und haben einen unterwegs verloren. Das ist der kleine Menhir von Runfort. Auch die Menhire Champ de la Pierre und Champ Horel werden mit La Roche-aux-Fées in Verbindung gebracht.

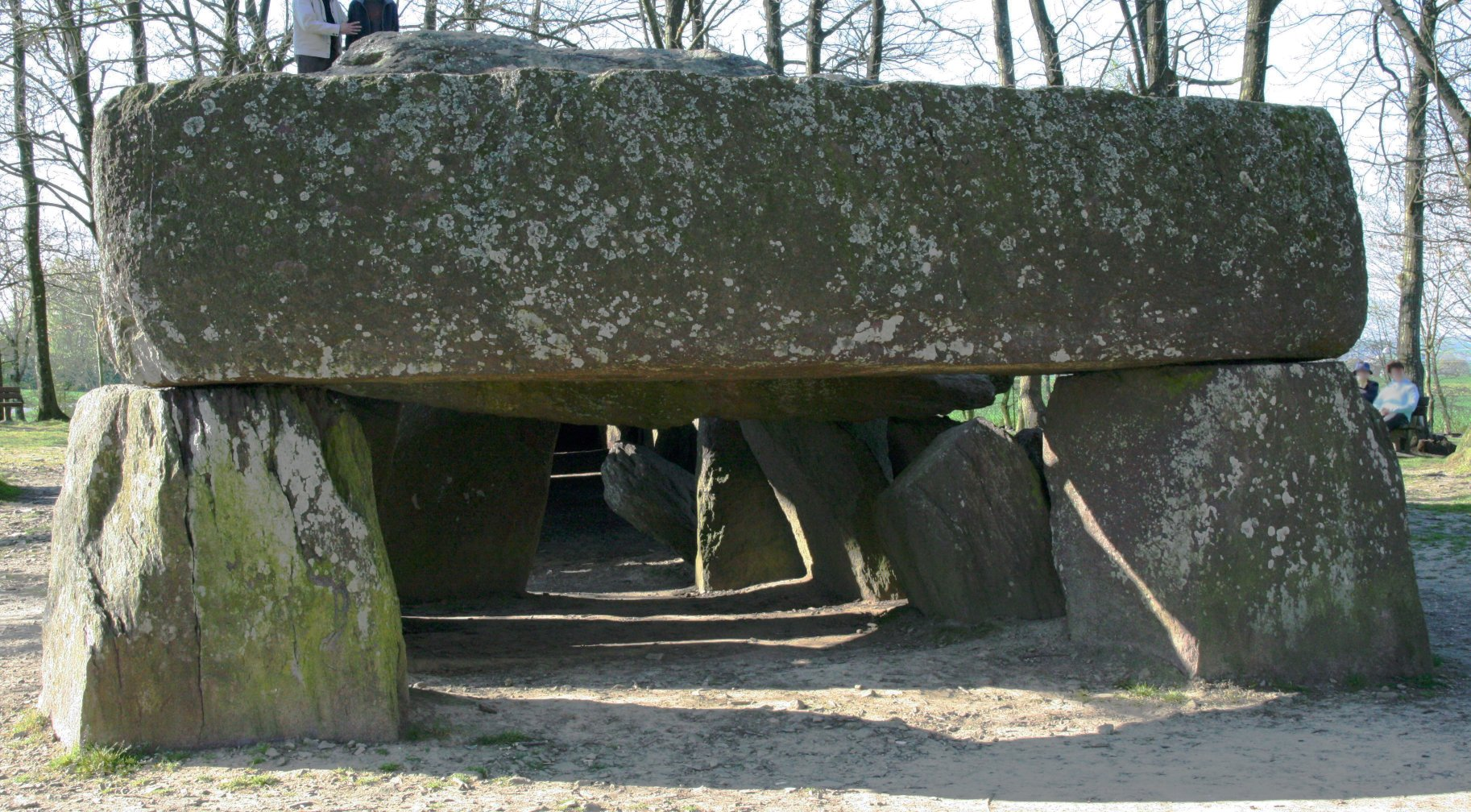
Das Portal
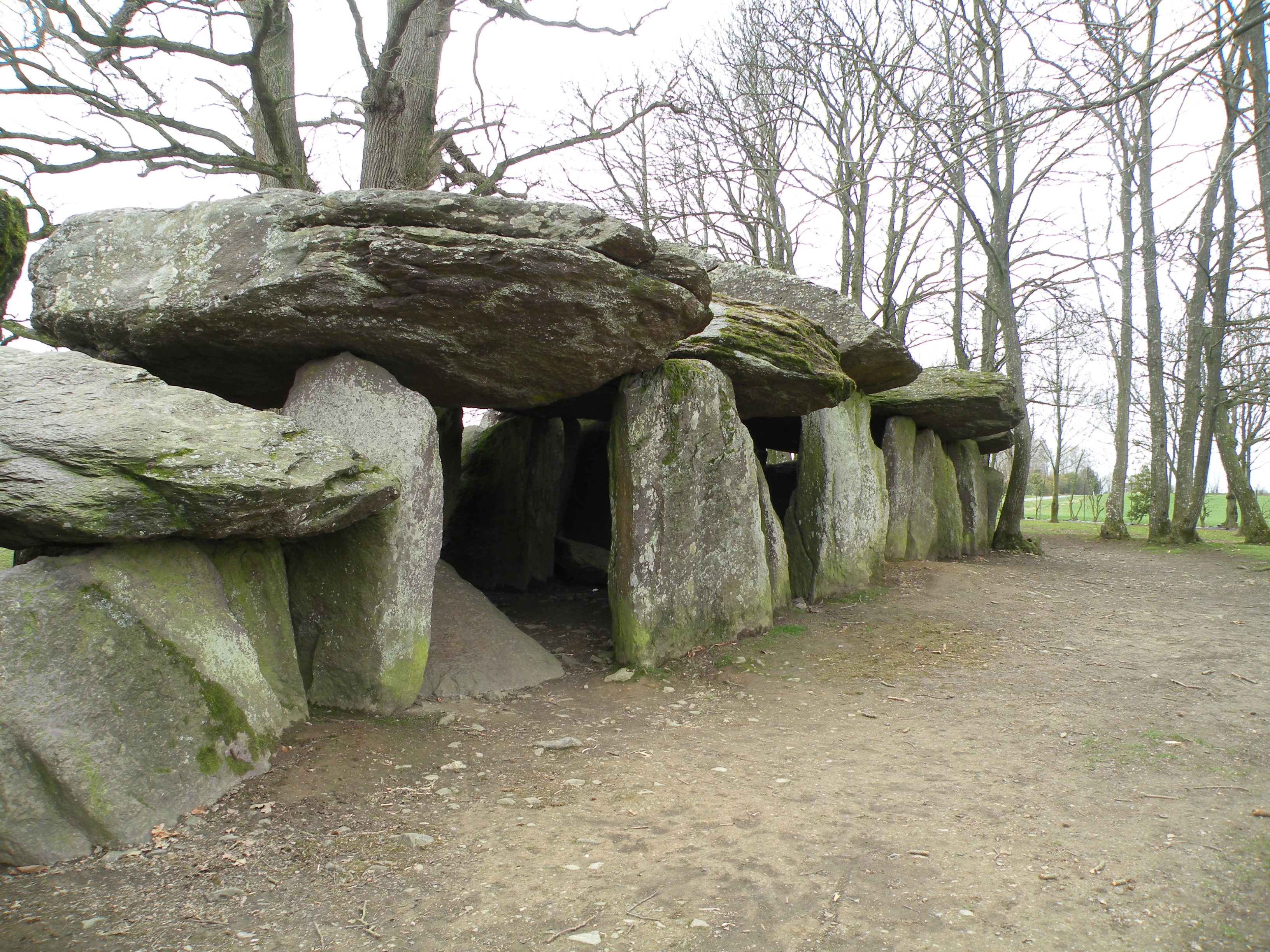
Seite
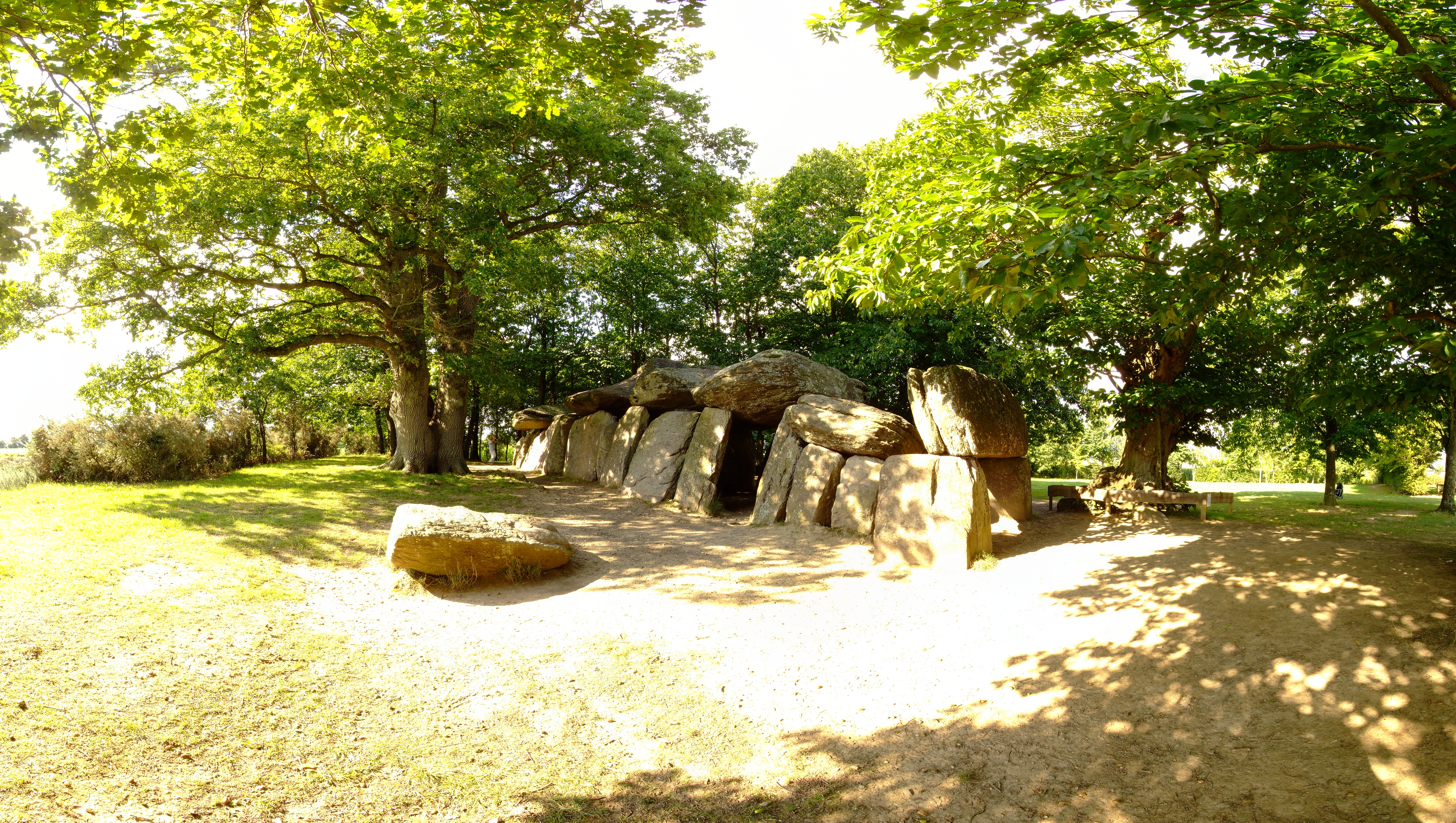
Seitenansicht mit Umgebung
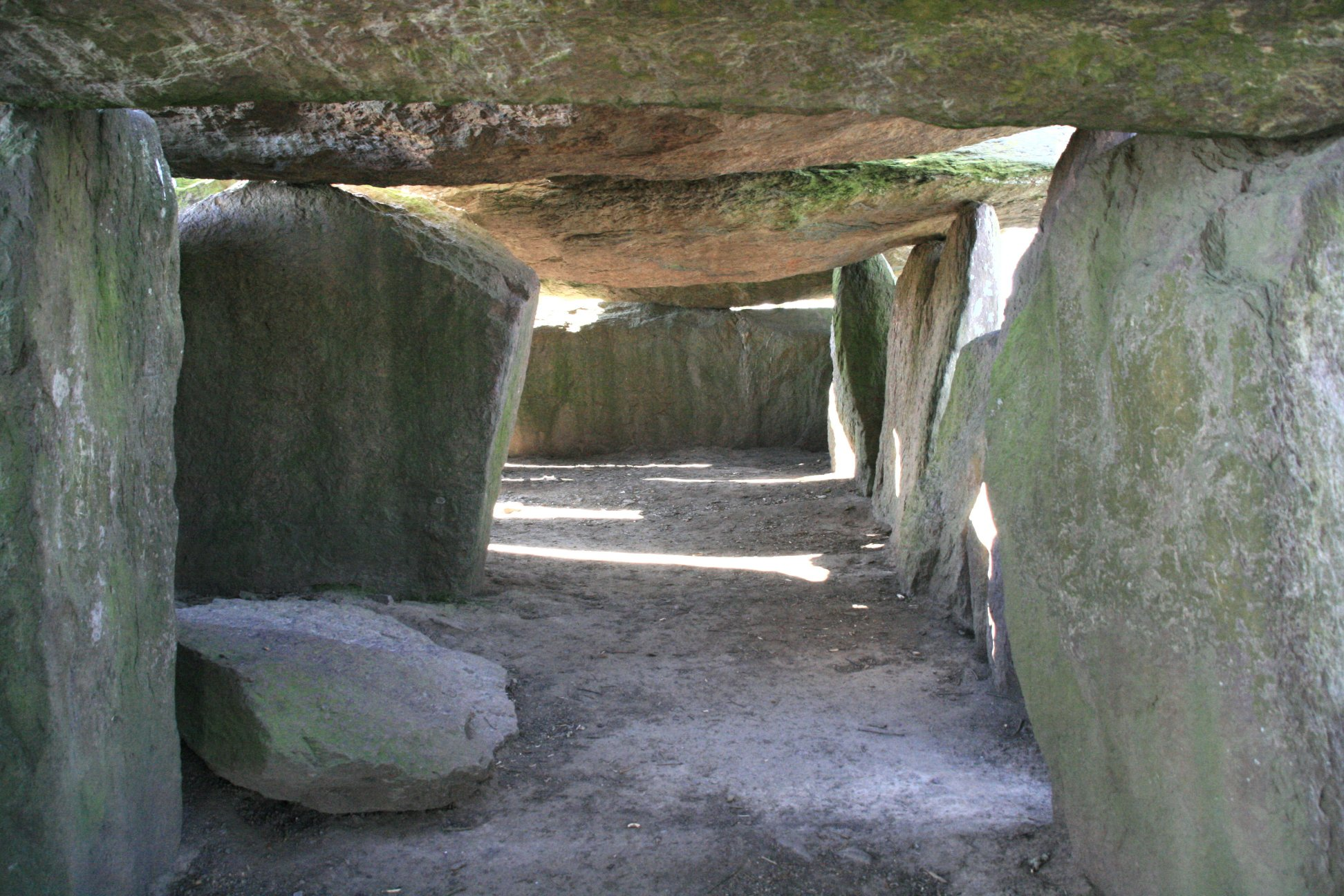
Kammer Richtung Endplatte gesehen
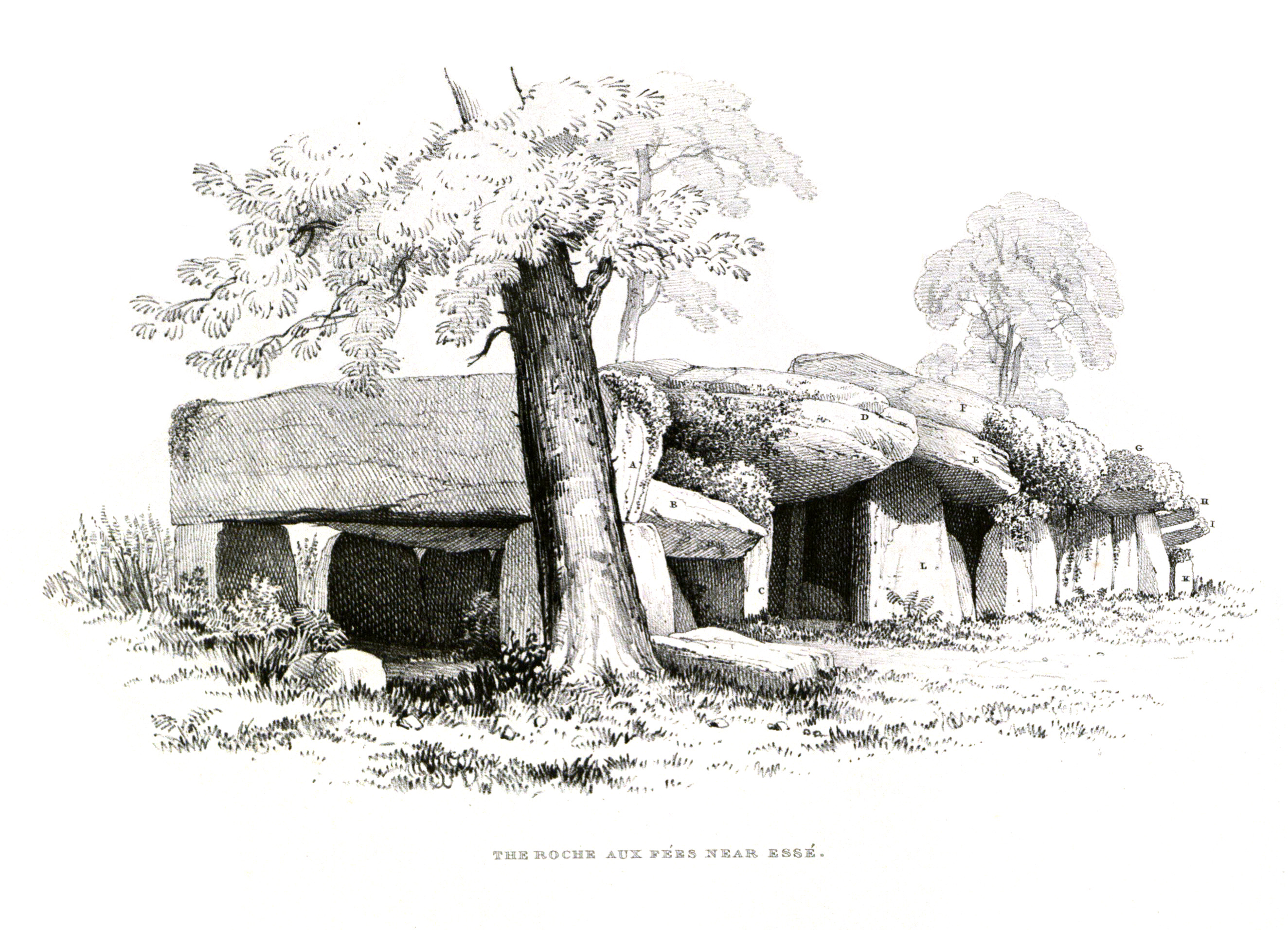
Ansicht